# Демене
Де́мене (латыш. Demene) — населённый пункт в Аугшдаугавском крае Латвии. Административный центр Деменской волости. Находится рядом с озёрами Бригенес, Демене и Акменкас. Расстояние до города Даугавпилса составляет около 18 км. По данным на 2015 год, в населённом пункте проживало 299 человек. Есть волостная администрация, дом культуры, библиотека, практика семейного врача, почтовое отделение, продуктовый магазин, католическая и лютеранская церкви.

## История
Село находится на месте бывшего поместья Деммен.
В 1944 году, во время Великой Отечественной войны, здесь находился штаб 215-й пехотной дивизии, переброшенной из-под Ленинграда.
В советское время населённый пункт был центром Деменского сельсовета Даугавпилсского района. В селе располагался колхоз «Дружба».